# Amber Rose Revah
Amber Rose Revah (ur. 24 czerwca 1986 w Londynie) –  angielska aktorka, która wystąpiła m.in. w serialu Punisher.

## Filmografia
| Rok        | Tytuł                      | Rola                | Uwagi              |
| ---------- | -------------------------- | ------------------- | ------------------ |
| 2007       | The World Unseen           | Begum               |                    |
| 2008       | I Can't Think Straight     | Yasmin              |                    |
| 2009       | Taylors Trophy             | Lester's Dream Girl | film krótkometr.   |
| 2009       | Henna Night                | Amina               | film krótkometr.   |
| 2009       | Agora                      | Sidonia             |                    |
| 2010       | Pozdrowienia z Paryża      | Nichole             |                    |
| 2011       | Sobowtór diabła            | Bride               |                    |
| 2011       | Everywhere and Nowhere     | Yasmin              |                    |
| 2011       | Love After Sunrise         |                     | film krótkometr.   |
| 2011       | Aazaan                     | Sofiya              |                    |
| 2012       | The Mystery of Edwin Drood | Helena Landless     | film TV            |
| 2013       | Biblia                     | Maria Magdalena     | miniserial, 4 odc. |
| 2013       | What Remains               | Vidya Khan          | serial, 4 odc.     |
| 2014       | Syn Boży                   | Maria Magdalena     |                    |
| 2015       | Detektyw Foyle             | Lea Fisher          | serial, 1 odc.     |
| 2015       | Milczący świadek           | Yasmin Doshi        | serial, 2 odc.     |
| 2015–2016  | Indian Summers             | Leena Prasad        | serial, 14 odc.    |
| 2016       | Morderstwa w Midsomer      | Jessica Myerscough  | serial, 1 odc.     |
| 2017       | Emerald City               | Miranda             | serial, 4 odc.     |
| 2017, 2019 | Punisher                   | Dinah Madani        | serial, gł. obsada |
| 2020       | Plac destrukcji            | Amy                 |                    |
| 2021       | The Trick                  | Lisa Tremble        | film TV            |
| 2022       | Last Light                 | Mika Bakhash        | miniserial, 5 odc. |
| 2022       | Peryferal                  | Grace               | serial, 2 odc.     |